# نیوزنایت
نيوزنايت (بالإنجليزية: Newsnight)‏ (أو بي بي سي نيوزنايت)، هو برنامج الأخبار والشؤون الجارية في بي بي سي 2، حيث يوفر تحقيقاً معمقاً وتحليلاً للقصص التي تكمن وراء عناوين اليوم الرئيسية. البث في أيام الأسبوع الساعة 22:30. 